# 2024-es Leagues Cup
A 2024-es Leagues Cup volt a 4. alkalommal megrendezett észak-amerikai nemzetközi labdarúgókupa, melyen az MLS és a Liga MX csapatai vehettek részt.
A címvédő az amerikai Inter Miami volt. A bajnoki trófeát a szintén amerikai Columbus Crew szerezte meg, a kupa történetében először. A három legjobb helyezést elért klub automatikusan kvalifikálta magát a 2025-ös CONCACAF-bajnokok ligájába, a Columbus Crew bajnokcsapata egyenesen a nyolcaddöntőbe jutott.
A 2023-as MLS győztese (Columbus Crew) és a Liga MX győztese (Club América) egyenesen a tizenhatoddöntőbe kvalifikált.
A 2023-as Leagues Cup-pal ellentétben csak két régióra osztották a csoportkört, a nyugati régióban nyolc, míg a keletiben hét csoport volt. A 45 résztvevő csapat (MLS alapszakaszában és a Liga MX Apertura és Clausura szakaszában elért) eredményét egy táblázatba összegyűjtötték és ez alapján három csoportra bontották őket, figyelembe véve azt, hogy a klubok a földrajzi elhelyezkedés szerint is arányosan legyenek elosztva.

## Csapatok
| Csapat                 | Helyezés |
| ---------------------- | -------- |
| América                | R32      |
| Monterrey              | 1        |
| Cincinnati             | 2        |
| Orlando City           | 3        |
| Guadalajara            | 4        |
| Columbus Crew          | R32      |
| St. Louis City         | 5        |
| UANL                   | 6        |
| Philadelphia Union     | 7        |
| New England Revolution | 8        |
| Toluca                 | 9        |
| León                   | 10       |
| Seattle Sounders       | 11       |
| Pachuca                | 12       |
| Los Angeles            | 13       |
| Houston Dynamo         | 14       |
| Atlanta United         | 15       |

| Csapat               | Helyezés |
| -------------------- | -------- |
| Real Salt Lake       | 16       |
| Nashville            | 17       |
| Vancouver Whitecaps  | 18       |
| Dallas               | 19       |
| UNAM                 | 20       |
| Puebla               | 21       |
| Sporting Kansas City | 22       |
| San Jose Earthquakes | 23       |
| New York Red Bulls   | 24       |
| Charlotte            | 25       |
| Portland Timbers     | 26       |
| San Luis             | 27       |
| Santos Laguna        | 28       |
| New York City        | 29       |
| Minnesota United     | 30       |

| Csapat          | Helyezés |
| --------------- | -------- |
| Cruz Azul       | 31       |
| Montréal        | 32       |
| DC United       | 33       |
| Chicago Fire    | 34       |
| Austin          | 35       |
| Querétaro       | 36       |
| Atlas           | 37       |
| Tijuana         | 38       |
| LA Galaxy       | 39       |
| Inter Miami     | 40       |
| Juárez          | 41       |
| Necaxa          | 42       |
| Mazatlán        | 43       |
| Colorado Rapids | 44       |
| Toronto         | 45       |

## Csoportkör
15 csoport volt, minden csoportban 3 csapat. Minden csapat 2 mérkőzést játszott. Az első két helyezett tovább jutott a tizenhatoddöntőbe. 
Ha egy mérkőzés végeredménye nem egyértelmű a rendes játékidő letelte után, tizenegyesekkel döntik el ki nyeri meg a mérkőzést. A rendes idő alatt győzni tudó csapat 3, a büntetőkkel győző 2, a büntetőket elvesztő 1, míg a rendes játékidő alatt vereséget szenvedő csapat 0 pontot kap.
Ha az összes mérkőzés lejátszásra került, és pontegyenlőség lenne két csapat között, akkor a két klub között korábban lejátszott mérkőzés a döntő. 
Ha három klub között van pontegyenlőség, akkor következőképp döntötték el a sorrendet:
1. gólkülönbség
2. több gólt szerző klub
3. kevesebb kapott góllal rendelkező klub
4. Fair-play pontszáma: 
  1. első sárga lap: –1 pont
  2. második sárga lap (indirekt piros lap): –3 pont (az első sárgát ilyenkor nem számolják már bele)
  3. direkt piros lap: –3 pont
  4. sárga lap és egy direkt piros lap: –4 pont
5. egy rájátszás, amelyet a rendezőbizottság szervez

A mérkőzések július 26 és 28., július 30 és augusztus 1., illetve augusztus 3 és 6. között kerültek megrendezésre. A mérkőzéseknél feltüntetett időpontok EDT időzónában értendőek.
A félkövérrel jelölt csapatok jutottak tovább, míg a dőlten írtak kiestek.

### Keleti 1. csoport
A  Cincinnati csapata 6 pontot, a   New York City 2 pontot, míg a  Querétaro 1 pontot szerzett.
| 2024. július 28. 20:00 |

| New York City                      | 0–0 | Querétaro                               |
| ---------------------------------- | --- | --------------------------------------- |
|                                    |     |                                         |
| Büntetőpárbaj                      |     |                                         |
| Martínez Martins Moralez Mijatović | 4–3 | Barrera Sosa Lértora Escamilla Cisneros |

| Yankee Stadion, New York, New York Nézőszám: 16 834 Játékvezető: Keylor Herrera |

| 2024. augusztus 1. 20:00 |

| Cincinnati | 1–0 | Querétaro |
| ---------- | --- | --------- |
| Asad 64'   |     |           |

| TQL Stadion, Cincinnati, Ohio Nézőszám: 24 566 Játékvezető: Randy Encarnación |

| 2024. augusztus 5. 20:00 |

| Cincinnati                             | 4–2 | New York City               |
| -------------------------------------- | --- | --------------------------- |
| Bucha 79' Asad 82' Júja 86' Santos 89' |     | Rodríguez 25' Mijatović 61' |

| TQL Stadion, Cincinnati, Ohio Nézőszám: 22 098 Játékvezető: Ismael López |

### Keleti 2. csoport
A  Orlando City csapata 5 pontot, a   Montréal 3 pontot, míg a  San Luis 1 pontot szerzett.
| 2024. július 26. 20:00 |

| Orlando City                                      | 4–1 | Montréal     |
| ------------------------------------------------- | --- | ------------ |
| Þórhallsson 7' Torres 37' Enrique 45+2' Ojeda 57' |     | Martínez 69' |

| Inter&Co Stadion, Orlando, Florida Nézőszám: 16 033 Játékvezető: Adonai Escobedo |

| 2024. július 30. 19:00 |

| San Luis                                   | 2–3 | Montréal                           |
| ------------------------------------------ | --- | ---------------------------------- |
| Boli 77' (11-esből) Damm 90+13' (11-esből) |     | Pearce 17' Cóccaro 27' Ibrahim 82' |

| Saputo Stadion, Montréal, Québec Nézőszám: 17 314 Játékvezető: Juan Calderón |

| 2024. augusztus 4. 20:00 |

| Orlando City                                 | 1–1 | San Luis                                     |
| -------------------------------------------- | --- | -------------------------------------------- |
| Enrique 45+6'                                |     | Dourado 71'                                  |
| Büntetőpárbaj                                |     |                                              |
| Lodeiro McGuire Cartagena Santos Þórhallsson | 5–4 | Vitinho Salles-Lamonge Piccini Bonatini Boli |

| Inter&Co Stadion, Orlando, Florida Nézőszám: 15 662 Játékvezető: Mario Escobar |

### Keleti 3. csoport
A  Tigres UANL csapata 6 pontot, a   Inter Miami 3 pontot, míg a  Puebla 0 pontot szerzett.
| 2024. július 27. 20:00 |

| Puebla | 0–2 | Inter Miami         |
| ------ | --- | ------------------- |
|        |     | Rojas 9' Suárez 72' |

| Chase Stadion, Fort Lauderdale, Florida Nézőszám: 16 490 Játékvezető: Selvin Brown |

| 2024. július 31. 21:30 (20:30 UTC−5) |

| Tigres UANL          | 2–1 | Puebla      |
| -------------------- | --- | ----------- |
| Córdova 2' Reyes 85' |     | De Buen 12' |

| Shell Energy Stadion, Houston, Texas Játékvezető: Armando Villarreal |

| 2024. augusztus 3. 20:00 (19:00 UTC−5) |

| Tigres UANL            | 2–1 | Inter Miami            |
| ---------------------- | --- | ---------------------- |
| Brunetta 18' Vigón 84' |     | Campana 74' (11-esből) |

| NRG Stadion, Houston, Texas Játékvezető: Ismael Cornejo |

### Keleti 4. csoport
A  Philadelphia Union csapata 4 pontot, a   Cruz Azul 3 pontot, míg a  Charlotte 2 pontot szerzett.
| 2024. július 27. 20:00 |

| Philadelphia Union | 1–0 | Charlotte |
| ------------------ | --- | --------- |
| Baribo 33'         |     |           |

| Subaru Park, Chester, Pennsylvania Nézőszám: 18 514 Játékvezető: Marco Ortiz |

| 2024. július 31. 20:00 |

| Charlotte                           | 0–0 | Cruz Azul                    |
| ----------------------------------- | --- | ---------------------------- |
|                                     |     |                              |
| Büntetőpárbaj                       |     |                              |
| Świderski Westwood Agyemang Bronico | 4–2 | Antuna Rodríguez Rivero Romo |

| Bank of America Stadion, Charlotte, Észak-Karolina Nézőszám: 13 367 Játékvezető: Bryan López |

| 2024. augusztus 4. 20:00 |

| Philadelphia Union               | 1–1 | Cruz Azul                             |
| -------------------------------- | --- | ------------------------------------- |
| Gazdag 88'                       |     | Rotondi 41'                           |
| Büntetőpárbaj                    |     |                                       |
| Gazdag Elliott Martínez Adeniran | 4–5 | Piovi Montaño Ditta Rotondi Sepúlveda |

| Subaru Park, Chester, Pennsylvania Nézőszám: 18 680 Játékvezető: Jorge Camacho |

### Keleti 5. csoport
A  New England Revolution csapata 5 pontot, a   Mazatlán 3 pontot, míg a  Nashville 1 pontot szerzett.
| 2024. július 27. 20:00 |

| New England Revolution | 1–0 | Mazatlán |
| ---------------------- | --- | -------- |
| Panayotou 69'          |     |          |

| Gillette Stadion, Foxborough, Massachusetts Nézőszám: 16 009 Játékvezető: Oshane Nation |

| 2024. július 31. 21:00 (20:00 UTC−5) |

| Nashville | 0–2 | Mazatlán       |
| --------- | --- | -------------- |
|           |     | Árciga 47' 54' |

| Geodis Park, Nashville, Tennessee Nézőszám: 25 772 Játékvezető: Lizzet García |

| 2024. augusztus 6. 19:30 |

| New England Revolution                      | 1–1 | Nashville                              |
| ------------------------------------------- | --- | -------------------------------------- |
| Wood 3'                                     |     | Surridge 45+1'                         |
| Büntetőpárbaj                               |     |                                        |
| McNamara Polster Harkes Arreaga Boateng Bye | 5–4 | Mukhtar Sejdić Godoy Pérez Muyl Lovitz |

| Gillette Stadion, Foxborough, Massachusetts Nézőszám: 13 538 Játékvezető: Alyssa Nichols |

### Keleti 6. csoport
A  Toronto csapata 5 pontot, a   Pachuca 2 pontot, míg a  New York Red Bulls 2 pontot szerzett.
| 2024. július 27. 20:00 |

| New York Red Bulls                                | 0–0 | Toronto                                                          |
| ------------------------------------------------- | --- | ---------------------------------------------------------------- |
|                                                   |     |                                                                  |
| Büntetőpárbaj                                     |     |                                                                  |
| Morgan Vanzeir Carmona Manoel Burke Edelman Reyes | 4–5 | Insigne Longstaff Thompson Etienne Osorio Marshall-Rutty O’Neill |

| Red Bull Arena, Harrison, New Jersey Nézőszám: 10 958 Játékvezető: Víctor Cáceres |

| 2024. július 30. 20:00 |

| Pachuca                                        | 1–1 | New York Red Bulls                       |
| ---------------------------------------------- | --- | ---------------------------------------- |
| Rondón 56'                                     |     | Manoel 47'                               |
| Büntetőpárbaj                                  |     |                                          |
| Rondón Cabral González Mena Deossa De los Ríos | 5–4 | Eile Nealis Carmona Manoel Morgan Nealis |

| Red Bull Arena, Harrison, New Jersey Nézőszám: 11 464 Játékvezető: Jorge Camacho |

| 2024. augusztus 4. 20:00 |

| Pachuca     | 1–2 | Toronto                  |
| ----------- | --- | ------------------------ |
| Idríszi 59' |     | Etienne 44' Franklin 78' |

| BMO Field, Toronto, Ontario Nézőszám: 24 202 Játékvezető: Joe Dickerson |

### Keleti 7. csoport
A  DC United csapata 5 pontot, a   Santos Laguna 2 pontot, míg a  Atlanta United 2 pontot szerzett.
| 2024. július 26. 20:00 |

| Atlanta United                                           | 3–3 | DC United                                        |
| -------------------------------------------------------- | --- | ------------------------------------------------ |
| Ríos 20' 81' (11-esből) Lobzhanidze 38'                  |     | Benteke 4' Stroud 25' 32'                        |
| Büntetőpárbaj                                            |     |                                                  |
| McCarty Lennon Firmino Lobzhanidze Thiaré Williams Slisz | 5–6 | Klich Benteke Herrera Dájome Santos McVey Pirani |

| Mercedes-Benz Stadion, Atlanta, Georgia Nézőszám: 14 428 Játékvezető: Fernando Guerrero |

| 2024. július 31. 20:00 |

| Santos Laguna | 0–3 | DC United                              |
| ------------- | --- | -------------------------------------- |
|               |     | Benteke 28' Ku-DiPietro 48' Dájome 58' |

| Subaru Park, Chester, Pennsylvania Nézőszám: 1 070 Játékvezető: Natalie Simon |

| 2024. augusztus 4. 16:00 |

| Atlanta United                     | 0–0 | Santos Laguna                      |
| ---------------------------------- | --- | ---------------------------------- |
|                                    |     |                                    |
| Büntetőpárbaj                      |     |                                    |
| Lobzhanidze McCarty Firmino Thiaré | 3–5 | Muñoz Lozano Núñez Fagúndez Macías |

| Mercedes-Benz Stadion, Atlanta, Georgia Nézőszám: 29 118 Játékvezető: Iván Barton |

### Nyugati 1. csoport
A  Austin csapata 6 pontot, a   UNAM 2 pontot, míg a  Monterrey 1 pontot szerzett.
| 2024. július 26. 21:00 (20:00 UTC−5) |

| UNAM                     | 2–3 | Austin                         |
| ------------------------ | --- | ------------------------------ |
| Ávila 45+5' Martínez 72' |     | Ring 8' Zardes 45' Driussi 55' |

| Q2 Stadion, Austin, Texas Játékvezető: Julio Luna |

| 2024. július 30. 21:00 (20:00 UTC−5) |

| Monterrey | 0–2 | Austin                 |
| --------- | --- | ---------------------- |
|           |     | Obrian 61' Pereira 79' |

| Q2 Stadion, Austin, Texas Játékvezető: Daniel Quintero |

| 2024. augusztus 3. 22:00 (21:00 UTC−5) |

| Monterrey            | 1–1 | UNAM                      |
| -------------------- | --- | ------------------------- |
| Corona 53'           |     | Mori 80'                  |
| Büntetőpárbaj        |     |                           |
| Vazquez Medina Rojas | 0–3 | Quispe Huerta Silva Ergas |

| Q2 Stadion, Austin, Texas Játékvezető: Walter López |

### Nyugati 2. csoport
A  LA Galaxy csapata 5 pontot, a   San Jose Earthquakes 2 pontot, míg a  Guadalajara 2 pontot szerzett.
| 2024. július 27. 22:00 (19:00 UTC−7) |

| Guadalajara                            | 1–1 | San Jose Earthquakes                 |
| -------------------------------------- | --- | ------------------------------------ |
| Alvarado 90+8'                         |     | Ebobisse 6'                          |
| Büntetőpárbaj                          |     |                                      |
| Alvarado Mozo Gutiérrez Cowell Beltrán | 3–4 | Skahan Marie Rodrigues Morales Costa |

| Levi’s Stadion, Santa Clara, Kalifornia Nézőszám: 50 675 Játékvezető: Mario Escobar |

| 2024. július 31. 22:30 (19:30 UTC−7) |

| San Jose Earthquakes | 1–2 | LA Galaxy              |
| -------------------- | --- | ---------------------- |
| Ebobisse 75'         |     | Fagúndez 41' Berry 89' |

| PayPal Park, San José, Kalifornia Nézőszám: 12 554 Játékvezető: Lukasz Szpala |

| 2024. augusztus 4. 22:30 (19:30 UTC−7) |

| Guadalajara                                    | 2–2 | LA Galaxy                                 |
| ---------------------------------------------- | --- | ----------------------------------------- |
| Mozo 8' Cowell 90+1'                           |     | Paintsil 11' Pec 67'                      |
| Büntetőpárbaj                                  |     |                                           |
| Cowell Mozo Alvarado Govea Gutiérrez Sepúlveda | 4–5 | Pec Fagúndez Delgado Paintsil Puig Jamane |

| Dignity Health Sports Park, Carson, Kalifornia Nézőszám: 25 174 Játékvezető: Pierre-Luc Lauzière |

### Nyugati 3. csoport
A  Juárez csapata 5 pontot, a   St. Louis City 4 pontot, míg a  Dallas 0 pontot szerzett.
| 2024. július 27. 21:00 (20:00 UTC−5) |

| St. Louis City                     | 2–1 | Dallas     |
| ---------------------------------- | --- | ---------- |
| Teuchert 27' Hartel 49' (11-esből) |     | Junqua 18' |

| CityPark, Saint Louis, Missouri Nézőszám: 17 584 Játékvezető: Katja Koroleva |

| 2024. július 31. 21:00 (20:00 UTC−5) |

| Dallas | 0–2 | Juárez                              |
| ------ | --- | ----------------------------------- |
|        |     | Zaldívar 23' Hurtado 83' (11-esből) |

| Toyota Stadion, Frisco, Texas Nézőszám: 13 367 Játékvezető: Melissa Borjas |

| 2024. augusztus 4. 21:00 (20:00 UTC−5) |

| St. Louis City           | 1–1 | Juárez                        |
| ------------------------ | --- | ----------------------------- |
| Becher 58'               |     | Villalpando 62'               |
| Büntetőpárbaj            |     |                               |
| Teuchert Þórisson Hartel | 1–4 | Hurtado Calvo Zaldívar Ortega |

| CityPark, Saint Louis, Missouri Nézőszám: 16 256 Játékvezető: Jesús López |

### Nyugati 4. csoport
A  Toluca csapata 6 pontot, a   Sporting Kansas City 3 pontot, míg a  Chicago Fire 0 pontot szerzett.
| 2024. július 28. 21:00 (20:00 UTC−5) |

| Sporting Kansas City      | 2–1 | Chicago Fire |
| ------------------------- | --- | ------------ |
| Castellanos 39' Agada 76' |     | Kúciasz 22'  |

| Children’s Mercy Park, Kansas City, Kansas Nézőszám: 14 047 Játékvezető: Rubiel Vazquez |

| 2024. augusztus 1. 21:00 (20:00 UTC−5) |

| Toluca                  | 3–1 | Chicago Fire |
| ----------------------- | --- | ------------ |
| Angulo 30' Ruiz 45' 66' |     | Kúciasz 8'   |

| SeatGeek Stadion, Bridgeview, Illinois Nézőszám: 16 228 Játékvezető: Josué Ugalde |

| 2024. augusztus 5. 21:00 (20:00 UTC−5) |

| Toluca                | 2–1 | Sporting Kansas City |
| --------------------- | --- | -------------------- |
| Angulo 40' Araújo 66' |     | Afrifa 45+1'         |

| Children’s Mercy Park, Kansas City, Kansas Nézőszám: 14 797 Játékvezető: Fernando Guerrero |

### Nyugati 5. csoport
A  Portland Timbers csapata 6 pontot, a   Colorado Rapids 2 pontot, míg a  León 1 pontot szerzett.
| 2024. július 28. 22:30 (19:30 UTC−7) |

| León      | 1–2 | Portland Timbers |
| --------- | --- | ---------------- |
| Silva 12' |     | McGraw 41' 90'   |

| Providence Park, Portland, Oregon Nézőszám: 21 668 Játékvezető: Walter López |

| 2024. augusztus 1. 22:30 (19:30 UTC−7) |

| Portland Timbers                         | 4–0 | Colorado Rapids |
| ---------------------------------------- | --- | --------------- |
| Antony 30' Ayala 52' Toye 69' Moreno 71' |     |                 |

| Providence Park, Portland, Oregon Nézőszám: 12 453 Játékvezető: Steffon Dewar |

| 2024. augusztus 5. 21:00 (19:00 UTC−6) |

| León                                  | 1–1 | Colorado Rapids                          |
| ------------------------------------- | --- | ---------------------------------------- |
| Guerra 77'                            |     | Navarro 90+7'                            |
| Büntetőpárbaj                         |     |                                          |
| Cádiz Barreiro Guardado Mendoza Reyes | 3–4 | Mihailovic Bassett Navarro Bombito Maxsø |

| Dick’s Sporting Goods Park, Commerce City, Colorado Játékvezető: Julio Luna |

### Nyugati 6. csoport
A  Necaxa csapata 3 pontot, a   Seattle Sounders 3 pontot, míg a  Minnesota United 3 pontot szerzett.
| 2024. július 26. 22:00 (19:00 UTC−7) |

| Seattle Sounders          | 2–0 | Minnesota United |
| ------------------------- | --- | ---------------- |
| Morris 87' Rothrock 90+4' |     |                  |

| Lumen Field, Seattle, Washington Nézőszám: 28 526 Játékvezető: Joe Dickerson |

| 2024. július 30. 21:00 (20:00 UTC−5) |

| Minnesota United   | 1–0 | Necaxa |
| ------------------ | --- | ------ |
| Lod 10' (11-esből) |     |        |

| Allianz Field, Saint Paul, Minnesota Nézőszám: 18 128 Játékvezető: Sergio Reyna |

| 2024. augusztus 4. 22:30 (19:30 UTC−7) |

| Seattle Sounders | 1–3 | Necaxa                                   |
| ---------------- | --- | ---------------------------------------- |
| Vargas 8'        |     | Palavecino 24' Cambindo 44' Rosero 90+2' |

| Lumen Field, Seattle, Washington Nézőszám: 26 513 Játékvezető: Oshane Nation |

### Nyugati 7. csoport
A  Vancouver Whitecaps csapata 5 pontot, a  Los Angeles 4 pontot, míg a  Tijuana 0 pontot szerzett.
| 2024. július 26. 23:00 (20:00 UTC−7) |

| Los Angeles                | 3–0 | Tijuana |
| -------------------------- | --- | ------- |
| Olivera 9' 51' Bouanga 43' |     |         |

| BMO Stadion, Los Angeles, Kalifornia Játékvezető: Iván Barton |

| 2024. július 30. 22:30 (19:30 UTC−7) |

| Los Angeles                   | 2–2 | Vancouver Whitecaps               |
| ----------------------------- | --- | --------------------------------- |
| Kamara 88' Bogusz 90+5'       |     | Berhalter 5' Veselinović 17'      |
| Büntetőpárbaj                 |     |                                   |
| Atuesta Kamara Bogusz Olivera | 2–4 | Kreilach Berhalter Raposo Laborda |

| BMO Stadion, Los Angeles, Kalifornia Nézőszám: 18 351 Játékvezető: César Arturo Ramos |

| 2024. augusztus 3. 22:00 (19:00 UTC−7) |

| Vancouver Whitecaps              | 3–1 | Tijuana      |
| -------------------------------- | --- | ------------ |
| Picault 49' Johnson 77' Vite 83' |     | Castañeda 8' |

| BC Place Stadion, Vancouver, Brit Columbia Nézőszám: 18 896 Játékvezető: Marco Ortiz |

### Nyugati 8. csoport
A  Houston Dynamo csapata 3 pontot, a   Atlas 3 pontot, míg a  Real Salt Lake 3 pontot szerzett.
| 2024. július 27. 20:00 (19:00 UTC−5) |

| Houston Dynamo | 0–1 | Atlas      |
| -------------- | --- | ---------- |
|                |     | Lozano 83' |

| Shell Energy Stadion, Houston, Texas Nézőszám: 15 398 Játékvezető: Ismael Cornejo |

| 2024. augusztus 1. 21:00 (19:00 UTC−6) |

| Real Salt Lake          | 2–1 | Atlas     |
| ----------------------- | --- | --------- |
| Julio 45+2' Palacio 79' |     | Reyes 26' |

| America First Field, Sandy, Utah Nézőszám: 20 956 Játékvezető: Jon Freemon |

| 2024. augusztus 5. 21:00 (20:00 UTC−5) |

| Houston Dynamo                 | 3–0 | Real Salt Lake |
| ------------------------------ | --- | -------------- |
| Herrera 7' Micael 24' Glad 42' |     |                |

| Shell Energy Stadion, Houston, Texas Nézőszám: 11 062 Játékvezető: Keylor Herrera |

## Egyenes kieséses szakasz

### Tizenhatoddöntő
A Columbus Crew és az América csapata csatlakozott a továbbjutókhoz.
| 2024. augusztus 7. 22:30 (19:30 UTC−7) |

| Los Angeles             | 2–0 | Austin |
| ----------------------- | --- | ------ |
| Bouanga 11' Olivera 61' |     |        |

| BMO Stadion, Los Angeles, Kalifornia Nézőszám: 12 930 Játékvezető: Jon Freemon |

| 2024. augusztus 7. 22:30 (19:30 UTC−7) |

| Vancouver Whitecaps | 0–2 | UNAM                     |
| ------------------- | --- | ------------------------ |
|                     |     | Huerta 36' Ruvalcaba 57' |

| BC Place Stadion, Vancouver, Brit Columbia Nézőszám: 9 691 Játékvezető: César Arturo Ramos |

| 2024. augusztus 8. 19:30 |

| Inter Miami                       | 4–3 | Toronto                                         |
| --------------------------------- | --- | ----------------------------------------------- |
| Rojas 3' 59' Gómez 11' Suárez 20' |     | Insigne 15' (11-esből) 41' (11-esből) Allen 79' |

| Chase Stadion, Fort Lauderdale, Florida Nézőszám: 10 543 Játékvezető: Adonai Escobedo |

| 2024. augusztus 8. 21:00 (20:00 UTC−5) |

| Tigres UANL | 1–0 | Pachuca |
| ----------- | --- | ------- |
| Flores 65'  |     |         |

| Q2 Stadion, Austin, Texas Nézőszám: 5 520 Játékvezető: Mario Escobar |

| 2024. augusztus 8. 22:30 ET |

| Seattle Sounders               | 3–1 | LA Galaxy |
| ------------------------------ | --- | --------- |
| Gómez 4' Ragen 7' Roldán 45+4' |     | Pec 83'   |

| Lumen Field, Seattle, Washington Nézőszám: 17 242 Játékvezető: Lukasz Szpala |

| 2024. augusztus 8. 23:00 ET |

| San Jose Earthquakes                           | 5–0 | Necaxa |
| ---------------------------------------------- | --- | ------ |
| Yueill 5' López 17' Ebobisse 29' 35' Marie 88' |     |        |

| PayPal Park, San José, Kalifornia Nézőszám: 10 227 Játékvezető: Ismael Cornejo |

| 2024. augusztus 9. 19:30 |

| Cincinnati                               | 1–1 | Santos Laguna                             |
| ---------------------------------------- | --- | ----------------------------------------- |
| Orellano 11'                             |     | Lozano 5'                                 |
| Büntetőpárbaj                            |     |                                           |
| Acosta Kelsy Orellano Baird Bucha Santos | 6–5 | Villalba Amione Núñez Naveda Macías López |

| TQL Stadion, Cincinnati, Ohio Nézőszám: 18 014 Játékvezető: Victor Cáceres |

| 2024. augusztus 9. 19:30 |

| Columbus Crew                        | 4–0 | Sporting Kansas City |
| ------------------------------------ | --- | -------------------- |
| Rossi 44' 57' Jones 77' Chambost 79' |     |                      |

| Lower.com Field, Columbus, Ohio Nézőszám: 20 397 Játékvezető: Juan Calderón |

| 2024. augusztus 9. 19:30 |

| DC United | 1–2 | Mazatlán               |
| --------- | --- | ---------------------- |
| Klich 74' |     | Bárcenas 34' Rubio 43' |

| Audi Field, Washington DC Nézőszám: 8 808 Játékvezető: Selvin Brown |

| 2024. augusztus 9. 19:30 |

| New England Revolution                             | 1–1 | New York City                                           |
| -------------------------------------------------- | --- | ------------------------------------------------------- |
| Wood 40'                                           |     | Rodríguez 35' (11-esből)                                |
| Büntetőpárbaj                                      |     |                                                         |
| McNamara Polster Harkes Arreaga Bye Panayotou Kaye | 6–7 | Martínez Martins Moralez Sands Rodríguez Fernández Haak |

| Gillette Stadion, Foxborough, Massachusetts Nézőszám: 7 267 Játékvezető: Julio Luna |

| 2024. augusztus 9. 19:30 |

| Orlando City                                      | 0–0 | Cruz Azul                                   |
| ------------------------------------------------- | --- | ------------------------------------------- |
|                                                   |     |                                             |
| Büntetőpárbaj                                     |     |                                             |
| Jansson Lodeiro Muriel McGuire Torres Þórhallsson | 4–5 | Rivero Montaño Ditta Piovi Sepúlveda Antuna |

| Inter&Co Stadion, Orlando, Florida Nézőszám: 17 057 Játékvezető: Fernando Guerrero |

| 2024. augusztus 9. 19:30 |

| Philadelphia Union | 2–0 | Montréal |
| ------------------ | --- | -------- |
| Baribo 45+1' 90+6' |     |          |

| Subaru Park, Chester, Pennsylvania Nézőszám: 7 214 Játékvezető: Daniel Quintero |

| 2024. augusztus 9. 20:30 ET |

| St. Louis City                     | 3–1 | Portland Timbers |
| ---------------------------------- | --- | ---------------- |
| Teuchert 51' Hartel 83' Becher 88' |     | Bravo 54'        |

| CityPark, Saint Louis, Missouri Nézőszám: 10 833 Játékvezető: Pierre-Luc Lauzière |

| 2024. augusztus 9. 20:30 (19:30 UTC−5) |

| Toluca                                | 2–2 | Houston Dynamo                              |
| ------------------------------------- | --- | ------------------------------------------- |
| Angulo 39' López 90+6'                |     | Ponce 41' Micael 62'                        |
| Büntetőpárbaj                         |     |                                             |
| Volpi Morales Paulinho Gallardo López | 5–4 | Dorsey Kowalczyk Ferreira Ennali Szviacenko |

| Shell Energy Stadion, Houston, Texas Nézőszám: 13 053 Játékvezető: Rubiel Vazquez |

| 2024. augusztus 9. 21:30 ET |

| Juárez                              | 2–3 | Colorado Rapids                                |
| ----------------------------------- | --- | ---------------------------------------------- |
| Zaldívar 18' Hurtado 71' (11-esből) |     | Lewis 28' Mihailovic 45' (11-esből) Harris 59' |

| Dick’s Sporting Goods Park, Commerce City, Colorado Nézőszám: 11 442 Játékvezető: Armando Villarreal |

| 2024. augusztus 9. 22:00 (19:00 UTC−7) |

| América                | 2–1 | Atlas      |
| ---------------------- | --- | ---------- |
| Sánchez 20' Martín 73' |     | Lozano 59' |

| Snapdragon Stadion, San Diego, Kalifornia Nézőszám: 21 311 Játékvezető: Oshane Nation |

### Nyolcaddöntő
| 2024. augusztus 12. 22:30 (19:30 UTC−7) |

| Seattle Sounders                                               | 4–0 | UNAM |
| -------------------------------------------------------------- | --- | ---- |
| Rothrock 32' Morris 58' 90+5' (11-esből) Rusnák 71' (11-esből) |     |      |

| Lumen Field, Seattle, Washington Nézőszám: 23 189 Játékvezető: Joe Dickerson |

| 2024. augusztus 13. 19:30 ET |

| Columbus Crew             | 3–2 | Inter Miami         |
| ------------------------- | --- | ------------------- |
| Ramirez 67' Rossi 69' 80' |     | Rojas 10' Gómez 62' |

| Lower.com Field, Columbus, Ohio Nézőszám: 14 031 Játékvezető: Iván Barton |

| 2024. augusztus 13. 19:30 ET |

| Cincinnati           | 2–4 | Philadelphia Union                   |
| -------------------- | --- | ------------------------------------ |
| Bucha 66' Yedlin 80' |     | Uhre 51' Baribo 61' 81' Sullivan 84' |

| TQL Stadion, Cincinnati, Ohio Nézőszám: 15 710 Játékvezető: Rubiel Vazquez |

| 2024. augusztus 13. 20:00 ET |

| Cruz Azul                       | 2–2 | Mazatlán                  |
| ------------------------------- | --- | ------------------------- |
| Antuna 84' Ditta 90+1'          |     | Colula 40' Bárcenas 45+1' |
| Büntetőpárbaj                   |     |                           |
| Antuna Rotondi Ditta Jakumákisz | 1–3 | Bárcenas Colula Torres    |

| Audi Field, Washington DC Játékvezető: Luis Enrique Santander |

| 2024. augusztus 13. 20:00 ET |

| Tigres UANL | 1–2 | New York City             |
| ----------- | --- | ------------------------- |
| Pizarro 18' |     | Moralez 20' Rodríguez 65' |

| Red Bull Arena, Harrison, New Jersey Játékvezető: Keylor Herrera |

| 2024. augusztus 13. 22:00 ET |

| Toluca       | 1–2 | Colorado Rapids        |
| ------------ | --- | ---------------------- |
| Paulinho 83' |     | Navarro 45' Yapi 90+6' |

| Dick’s Sporting Goods Park, Commerce City, Colorado Nézőszám: 9 742 Játékvezető: Walter López |

| 2024. augusztus 13. 22:30 (19:30 UTC−7) |

| América                                               | 4–2 | St. Louis City                    |
| ----------------------------------------------------- | --- | --------------------------------- |
| Rodríguez 18' 86' (11-esből) Valdés 79' Aguirre 90+8' |     | Vassilev 49' Löwen 55' (11-esből) |

| Dignity Health Sports Park, Carson, Kalifornia Nézőszám: 11 553 Játékvezető: Marco Ortiz |

| 2024. augusztus 13. 22:30 (19:30 UTC−7) |

| Los Angeles                                         | 4–1 | San Jose Earthquakes |
| --------------------------------------------------- | --- | -------------------- |
| Olivera 18' Bouanga 45+5' (11-esből) 66' Bogusz 61' |     | López 41'            |

| BMO Stadion, Los Angeles, Kalifornia Nézőszám: 14 911 Játékvezető: Pierre-Luc Lauzière |

### Negyeddöntő
| 2024. augusztus 17. 18:00 ET |

| Columbus Crew                              | 1–1 | New York City                          |
| ------------------------------------------ | --- | -------------------------------------- |
| Hernández 41'                              |     | Martínez 1'                            |
| Büntetőpárbaj                              |     |                                        |
| Camacho Russell-Rowe Rossi Hernández Jones | 4–3 | Martins Bakrar Moralez Sands Rodríguez |

| Lower.com Field, Columbus, Ohio Nézőszám: 14 071 Játékvezető: Joe Dickerson |

| 2024. augusztus 17. 19:30 ET |

| Philadelphia Union                   | 1–1 | Mazatlán                              |
| ------------------------------------ | --- | ------------------------------------- |
| Uhre 45+3'                           |     | Escoboza 59'                          |
| Büntetőpárbaj                        |     |                                       |
| Martínez Elliott Lowe Adeniran Bueno | 4–3 | Colmán Árciga Torres Escoboza Camacho |

| Subaru Park, Chester, Pennsylvania Nézőszám: 9 336 Játékvezető: Selvin Brown |

| 2024. augusztus 17. 20:00 ET |

| Seattle Sounders | 0–3 | Los Angeles                             |
| ---------------- | --- | --------------------------------------- |
|                  |     | Hollingshead 14' Kamara 25' Bouanga 53' |

| Lumen Field, Seattle, Washington Nézőszám: 19 643 Játékvezető: César Arturo Ramos |

| 2024. augusztus 17. 22:00 ET |

| América                                                                             | 0–0 | Colorado Rapids                                                               |
| ----------------------------------------------------------------------------------- | --- | ----------------------------------------------------------------------------- |
|                                                                                     |     |                                                                               |
| Büntetőpárbaj                                                                       |     |                                                                               |
| Martín Reyes Sánchez Cáceres Lichnovsky Calderón Fidalgo Hernández Espinoza Malagón | 8–9 | Mihailovic Bassett Navarro Maxsø Ronan Rosenberry Larraz Vines Harris Steffen |

| Dignity Health Sports Park, Carson, Kalifornia Nézőszám: 22 462 Játékvezető: Keylor Herrera |

### Elődöntő
| 2024. augusztus 21. 19:30 ET |

| Columbus Crew               | 3–1 | Philadelphia Union |
| --------------------------- | --- | ------------------ |
| Rossi 12' 43' Hernández 53' |     | Gazdag 32'         |

| Lower.com Field, Columbus, Ohio Nézőszám: 12 784 Játékvezető: Armando Villarreal |

| 2024. augusztus 21. 22:00 ET |

| Los Angeles                                   | 4–0 | Colorado Rapids |
| --------------------------------------------- | --- | --------------- |
| Bogusz 42' Kamara 45' Bouanga 59' O′Brien 75' |     |                 |

| BMO Stadion, Los Angeles, Kalifornia Játékvezető: Mario Escobar |

### Bronzmérkőzés
| 2024. augusztus 25. 16:30 ET |

| Philadelphia Union           | 2–2 | Colorado Rapids                |
| ---------------------------- | --- | ------------------------------ |
| Baribo 41' 44'               |     | Harris 38' Larraz 49'          |
| Büntetőpárbaj                |     |                                |
| Gazdag Baribo Elliott Mbaizo | 1–3 | Mihailovic Bassett Maxsø Ronan |

| Subaru Park, Chester, Pennsylvania Nézőszám: 8 417 Játékvezető: Fernando Guerrero |

A Colorado Rapids csapata szerezte meg a bronzérmet, így ők kvalifálták magukat a 2025-ös CONCACAF-bajnokok ligájába.

### Döntő
| 2024. augusztus 25. 19:15 EDT |

| Columbus Crew                          | 3–1 | Los Angeles |
| -------------------------------------- | --- | ----------- |
| Hernández 45' 90+2' Russell-Rowe 90+4' |     | Giroud 57'  |

| Lower.com Field, Columbus, Ohio Nézőszám: 20 190 Játékvezető: Oshane Nation |

A Columbus Crew csapata nyerte meg a kupát.

## Góllövőlista
| Helyezés | Játékos              | Csapat               | Gólok |
| -------- | -------------------- | -------------------- | ----- |
| 1        | Tai Baribo           | Philadelphia Union   | 7     |
| 2        | Denis Bouanga        | Los Angeles          | 6     |
| 2        | Diego Rossi          | Columbus Crew        | 6     |
| 4        | Jeremy Ebobisse      | San Jose Earthquakes | 4     |
| 4        | Cucho Hernández      | Columbus Crew        | 4     |
| 4        | Cristian Olivera     | Los Angeles          | 4     |
| 4        | Matías Rojas         | Inter Miami          | 4     |
| 8        | Jesús Ricardo Angulo | Toluca               | 3     |
| 8        | Mateusz Bogusz       | Los Angeles          | 3     |
| 8        | Kei Kamara           | Los Angeles          | 3     |
| 8        | Jordan Morris        | Seattle Sounders     | 3     |
| 8        | Santiago Rodríguez   | New York City        | 3     |

## Lásd még
- 2024-es CONCACAF-bajnokok ligája
- 2024-es CONCACAF közép-amerikai kupa
- 2024-es CONCACAF karibi kupa
- 2024-es CFU Club Shield